# Велисевич, Дмитрий Андреевич
Дмитрий Андреевич Велисевич (бел. Дзмітрый Андрэевіч Велісевіч; род. 9 февраля 1995, Минск) — белорусский футболист, полузащитник клуба «Бумпром».

## Карьера

### Начало карьеры
Начал выступать в 2013 году во Второй Лиге в минском «Партизане». В середине 2014 года перешёл в «Молодечно-2013» в связи с расформированием клуба. В 2015 году перешёл в «Ошмяны-БГУФК». Игрок стал основным игроком клуба. В 2016 году дебютировал в Первой лиге против «Лиды». По итогу сезона снова вылетели во Вторую Лигу. В 2019 году заняли второе место в чемпионате и вернулись в Первую лигу.

### «Белшина»
В январе 2021 года проходил просмотр в бобруйской «Белшине», с которой в феврале 2021 года подписал контракт. Дебютировал за клуб 18 апреля 2021 года против пинской «Волны». Первый гол за клуб забил 10 октября 2021 года против «Слонима». Футболист закрепился в основном составе и помог клубу выйти в Высшую лигу, став серебряным призёром чемпионата.
В феврале 2022 года продлил контракт с клубом. Дебютировал в Высшей Лиге 20 марта 2022 года против могилёвского «Днепра». В матче 22 июня 2022 года против «Технолога-БГУТ» в рамках Кубка Беларуси отличился первым своим в сезоне результативным действием, отдав результативную передачу. Первой голевой передачей в чемпионате отличился 6 августа 2022 года в матче против могилёвского «Днепра». По итогу сезона был одним из основных игроков клуба, которому помог закрепиться в Высшей лиге. Сам футболист вышел за клуб на поле в 28 матчах во всех турнирах, чередуя матчи со скамейки запасных и в стартовом составе.
Новый сезон начал с матча 4 марта 2023 года в рамках Кубка Беларуси против борисовского БАТЭ. Первый матч в чемпионате сыграл 8 апреля 2023 года против жодинского «Торпедо-БелАЗ», выйдя на поле в стартовом составе. В мае 2023 года по решению контрольно-дисциплинарного комитета АБФФ был оштрафован за участие в договорных матчах и получил шестимесячную дисквалификацию в случае неуплаты штрафа. По итогу сезона завершил чемпионат на последнем месте и вылетел в Первую лигу. В феврале 2024 года футболист покинул бобруйский клуб.

### «Бумпром»
В феврале 2024 года футболист находился в распоряжении дзержинского «Арсенала». В марте 2024 года футболист присоединился к гомельскому «Бумпрому».